# Kraljevo Polje
Kraljevo Polje är en ort i Bosnien och Hercegovina. Den ligger i den östra delen av landet, 60 km nordost om huvudstaden Sarajevo. Kraljevo Polje ligger 1 096 meter över havet och antalet invånare är 439.
Terrängen runt Kraljevo Polje är huvudsakligen kuperad, men åt sydväst är den platt. Närmaste större samhälle är Han Pijesak, 4,7 km sydväst om Kraljevo Polje.
I omgivningarna runt Kraljevo Polje växer i huvudsak blandskog. Runt Kraljevo Polje är det ganska tätbefolkat, med 67 invånare per kvadratkilometer.